# Tusa (canção)
"Tusa" é uma canção da cantora colombiana Karol G com a rapper Nicki Minaj. Foi lançada em 7 de novembro de 2019.

## Antecedentes
"Tusa" é a primeira colaboração entre Karol G e Minaj. Em 6 de novembro de 2019, Karol G compartilhou a obra de arte do single em suas mídias sociais, bem como trechos do videoclipe oficial.

## Composição
"Tusa" tem três minutos e vinte segundos de duração. Foi escrito por Karol G, Keityn, Ovy on the Drums e Nicki Minaj, com produção de Ovy on the Drums. "Tusa" é uma gíria colombiana pela mistura de mágoa e desejo de vingança sentida por uma pessoa quando seu parceiro termina com ela. Liricamente, os versos de Karol G contam a história de uma mulher que luta para esquecer seu ex-namorado, enquanto o rap de Minaj diz ao homem que a mulher seguiu em frente com sua vida.

## Vídeo musical
O vídeo de "Tusa" foi lançado no canal de Karol G no YouTube em 7 de novembro de 2019. Foi filmado em Los Angeles e dirigido pelo diretor de videoclipe americano Mike Ho.

## Apresentações ao vivo
Em 8 de dezembro de 2019, Karol G apresentou "Tusa" na Motion Sense Concert Series do Pixel 4.

## Prêmios
| Ano  | Cerimônia                | Prêmio                                          | Resultado |
| ---- | ------------------------ | ----------------------------------------------- | --------- |
| 2019 | Premios Tu Música Urbana | Canción Femenina                                | Indicado  |
| 2020 | Heat Latin Music Awards  | Mejor Video                                     | Pendente  |
| 2020 | Grammy Latino            | Canção do Ano                                   | Pendente  |
| 2020 | Grammy Latino            | Gravação do Ano                                 | Pendente  |
| 2020 | MTV Video Music Awards   | Best Collaboration                              | Indicado  |
| 2020 | MTV Video Music Awards   | Best Latin                                      | Indicado  |
| 2020 | Premios Juventud         | La Más Pegajosa (Can't Get Enough of this Song) | Venceu    |
| 2020 | Premios Nuestra Tierra   | Canción del año                                 | Venceu    |
| 2020 | Premios Nuestra Tierra   | Canción favorita del público                    | Venceu    |
| 2020 | Premios Nuestra Tierra   | Canción urbana                                  | Venceu    |
| 2020 | Premios Nuestra Tierra   | Mejor video                                     | Indicado  |
| 2020 | Spotify Awards           | The Monday Song                                 | Venceu    |